# فرد هيل (لاعب كرة قدم أمريكية)
فرد هيل (بالإنجليزية: Fred Hill)‏ هو لاعب كرة قدم أمريكية أمريكي، ولد في 13 أغسطس 1943 في بارما في الولايات المتحدة.

## وصلات خارجية
- فرد هيل على موقع مرجع كرة القدم المحترفة.كوم (الإنجليزية)